# Alan Lancaster
Alan Charles Lancaster (ur. 7 lutego 1949 w Peckham w Londynie, zm. 26 września 2021 w Sydney) – angielski wokalista i basista. Współzałożyciel grupy muzycznej Status Quo. Alan Lancaster współpracował ponadto z australijską grupą The Party Boys.